# Laphria rufitibia
Laphria rufitibia là một loài ruồi trong họ Asilidae. Laphria rufitibia được Oldroyd miêu tả năm 1960. Loài này phân bố ở vùng nhiệt đới châu Phi.